# San Bartolomé (Las Palmas)
San Bartolomé er en by og kommune i det sydvestlige Spanien på øen Lanzarote i provinsen Las Palmas, De Kanariske Øer. Den har et indbyggertal på 19.443 (2024) indbyggere.